# P3 Live
P3 Live var ett radioprogram i Sveriges Radio P3 som sände levande musik, inspelad på konserter i Sverige och andra länder. Programmet sändes första gången den 1 augusti 1994 och sista gången 25 augusti 2011. Under större delen av programmets existens sändes programmet fyra eller fem kvällar i veckan mellan 21.03 och 22.00. Från och med januari 2007 drogs sändningstiden ner till en halvtimma (21.30-22.00) och i januari 2010 flyttades sändningstiden till 20.30. De sista ordinarie sändningarna gjordes juli-augusti 2011, då under namnet "Musikguiden i P3: Live".
P3 Live har förärats titeln Årets Musikprogram. Detta var år 2005 med motiveringen: "Fulländat och helgjutet genomfört i alla sina ambitioner. Lyssnarna är med på konserten och står mitt i publikhavet."
Programmet har i någon mån ersatts av P3 Live Session och senare Musikguiden i P3: Session som direktsände studiokonserter anordnade av Sveriges Radio själva.

### Fotnoter
1. ↑  Information i Svensk mediedatabas (läst 9 april 2011).